# 마쓰다이라 다다토모 (1634년)
마쓰다이라 다다토모(일본어: 松平忠倶, 1634년 ~ 1696년 6월 25일)는 도토미 가케가와번 제2대 번주, 시나노 이야마 번 초대 번주이다. 아마가사키번 사쿠라이 마쓰다이라 가(尼崎藩桜井松平家) 제3대 당주.
가케가와 선대 번주 마쓰다이라 다다시게의 장남으로 태어났다. 어머니는 히지번주 기노시타 노부토시의 딸이다.
| 전임 마쓰다이라 다다시게 | 제9대 사쿠라이 마쓰다이라 가 당주 1639년 ~ 1696년 | 후임 마쓰다이라 다다타카 |

| 전임 마쓰다이라 다다시게 | 제2대 가케가와번 번주 (사쿠라이 마쓰다이라 가) 1639년 | 후임 혼다 다다요시 |

| 전임 사쿠마 야스쓰구 | 제1대 이야마 번 번주 (사쿠라이 마쓰다이라 가) 1639년 ~ 1696년 | 후임 마쓰다이라 다다타카 |